# ミハイル・ロジャンコ

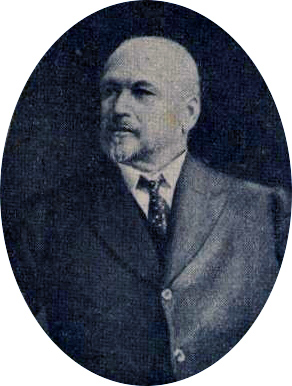
Mikhail Rodzyanko in 1917

ミハイル・ウラジーミロヴィッチ・ロジャンコ（Михаи́л Влади́мирович Родзя́нко、Mikhail Vladimirovich Rodzianko、1859年 – 1924年1月24日）は、帝政ロシアの政治家。「10月17日同盟」（十月党、オクチャブリスト）の創設者の一人。
第3国会（ドゥーマ）副議長を経て、1911年アレクサンドル・グチコフの後任として国会議長に選出され、1917年2月に国会が解散されるまで議長を務めた。ロジャンコは、ロシア帝国末期の有力政治家の一人と見なされ1917年ロシア革命（二月革命）以降は、国会臨時委員会w:Provisional Committee of the State Dumaを主宰した他、皇帝ニコライ2世に対して退位を勧告している。その後1920年にユーゴスラビアに亡命し、そこで死去した。
ロジャンコの甥に当たるアレクサンドル・ロジャンコ（w:Aleksandr Rodzyanko）は、1912年のストックホルムオリンピックに馬術障碍で出場し5位に入賞、白軍の指導者として国内戦を闘った。